# Палкинская (Тарногский район)
Палкинская — деревня в Тарногском районе Вологодской области.
Входит в состав Верховского сельского поселения, с точки зрения административно-территориального деления — в Верховский сельсовет.
Расстояние по автодороге до районного центра Тарногского Городка — 43 км, до центра муниципального образования Верховского Погоста — 1,5 км.
По переписи 2002 года население — 5 человек.